# 378370 Orton
378370 Orton è un asteroide della fascia principale. Scoperto nel 2007, presenta un'orbita caratterizzata da un semiasse maggiore pari a 3,1746219 au e da un'eccentricità di 0,1897586, inclinata di 15,62770° rispetto all'eclittica.
L'asteroide è dedicato all'astronomo statunitense Glenn S. Orton.